# Giovanni Battista Lercari (1576-1657)
 (décembre 2023).
Si vous disposez d'ouvrages ou d'articles de référence ou si vous connaissez des sites web de qualité traitant du thème abordé ici, merci de compléter l'article en donnant les références utiles à sa vérifiabilité et en les liant à la section « Notes et références ».
Giovanni Battista Lercari a été le 106e doge de Gênes du 4 juillet 1642 au 4 juillet 1644.